# Сарытерекский сельский округ (Актогайский район)
Сарытерекский сельский округ (каз. Сарытерек ауылдық округі) — административная единица в составе Актогайский район Карагандинской области Казахстана. Административный центр — село Сарытерек .
Население — 914 человек (2009; 1325 в 1999, 1685 в 1989).
По состоянию на 1989 год существовал Сарытерекский сельский совет (сёла Актумсык, Жетимшокы, Караагаш, Коянкоз, Сарытерек). 2007 года было ликвидировано село Коянкоз .

## Состав
В состав округа входят такие населённые пункты:
| Населённый пункт | население, человек (1989) | население, человек (1999) | население, человек (2009) |
| ---------------- | ------------------------- | ------------------------- | ------------------------- |
| Актумсык, село   | 184                       | 78                        | 64                        |
| Жетимшокы, село  | 186                       | 122                       | 108                       |
| Кенелем, село    | 194                       | 50                        | 122                       |
| Коянкоз, село    | 171                       | 24                        | -                         |
| Сарытерек, село  | 950                       | 1051                      | 620                       |